# Супердівчина (телесеріал)
«Супердівчина» (англ. Supergirl) — американський телесеріал, який вийшов на телеканалі CBS у сезоні 2015—2016 років. Телесеріал заснований на персонажі DC Comics Карі Денверс, Супердівчині, яка є кузиною Супермена і однією з тих, хто вижив після катастрофи планети Криптон. Роль Супердівчини в серіалі виконує Мелісса Бенойст.
Телеканал CBS офіційно замовив виробництво першого сезону 6 травня 2015 року. 22 травня пілотний епізод з'явився у вільному доступі в інтернеті, ставши жертвою онлайн-піратства. Телевізійна прем'єра тимчасом відбулася 26 жовтня 2015 року.
Виробництвом серіалу займається Грег Берланті і Warner Bros. Television, які також володіють правами на шоу телеканалу CW «Стріла» і «Флеш», хоча президент CBS Ніна Теслер в інтерв'ю заявила, що не планує робити кросовери між серіалами сестринських телевізійних мереж, принаймні, на ранньому етапі. Серіал стартував у листопаді 2015 року та виходив по понеділках, прямо проти іншого телесеріалу DC Comics — «Готем» на Fox.
4 лютого було офіційно оголошено, що Флеш з однойменного серіалу з'явиться в серіалі «Супердівчина», кросовер відбувся 28 березня. 22 вересня 2020 року стало відомо що шостий сезон стане останнім для телесеріалу, прем'єра запланована на весну 2021 року.

## Список сезонів
| Сезон | Епізоди | Епізоди | Оригінальний показ | Оригінальний показ |
| Сезон | Епізоди | Епізоди | Перший показ       | Останній показ     |
| ----- | ------- | ------- | ------------------ | ------------------ |
| 1     | 20      | 20      | 26 жовтня 2015     | 18 квітня 2016     |
| 2     | 22      | 22      | 10 жовтня 2016     | 22 травня 2017     |
| 3     | 23      | 23      | 9 жовтня 2017      | 18 червня 2018     |
| 4     | 22      | 22      | 14 жовтня 2018     | 19 травня 2019     |
| 5     | 19      | 19      | 6 жовтня 2019      | 17 травня 2020     |

## Акторський склад

### Основний склад
- Мелісса Бенойст — Кара Зор-Ел / Кара Денверс / Супердівчина
- Мехкад Брукс — Джеймс Олсен
- Чайлер Лі — Олександра «Алекс» Денверс
- Джеремі Джордан — Вінслоу «Вінн» Шот-мл.
- Девід Гервуд — Дж'онн Дж'онзз / Марсіанський Мисливець / Генк Геншоу[en]
- Каліста Флокхарт — Кет Грант

### Другорядний склад
- Блейк Дженнер — Адам Фостер
- Лаура Бенанті — Алура Зор-Ел / Астра
- Дін Кейн —  Джеремайя Денверс
- Гелен Слейтер — Еліза Денверс[2]
- Дженна Деван — Люсі Лейн
- Пітер Фачінеллі — Максвелл Лорд
- Гленн Моршауер — Генерал Сем Лейн
- Кріс Венс — Нон
- Адд Голберг — Т. О. Морроу / Червоний Торнадо
- Брит Морган —  Леслі Вілліс  / Лайфвайр
- Кріс Браунінг —  Бен Крулл  / Реактрон
- Емма Колфілд — Кемерон Чейз
- Роберт Гант — Зор-Ел
- Кеті Мак-Грат — Лена Лютор
- Джулі Гонсало — Андреа Рохас / Акрата
- Кері Матчетт — Жан Ранкін

## Нагороди
| Рік  | Премія                            | Категорія                                     | Номінант(и)                | Результат |
| ---- | --------------------------------- | --------------------------------------------- | -------------------------- | --------- |
| 2015 | Critics' Choice Television Awards | Most Exciting New Series                      | Супердівчина               | Перемога  |
| 2016 | People's Choice Awards            | Favorite New TV Drama                         | Супердівчина               | Перемога  |
| 2016 | Saturn Awards                     | Best Actress on Television                    | Мелісса Бенойст            | Номінація |
| 2016 | Saturn Awards                     | Best Guest Starring Role on Television        | Лаура Бенанті              | Номінація |
| 2016 | Saturn Awards                     | Best Superhero Adaptation Television Series   | Супердівчина               | Номінація |
| 2016 | Saturn Awards                     | Best Supporting Actress on Television         | Каліста Флокхарт           | Номінація |
| 2016 | Saturn Awards                     | Breakthrough Performance                      | Мелісса Бенойст            | Перемога  |
| 2016 | Teen Choice Awards                | Breakout Series                               | Супердівчина               | Номінація |
| 2017 | GLAAD Awards                      | Outstanding Drama Series                      | Супердівчина               | Номінація |
| 2017 | Kids' Choice Awards               | Favorite TV Show — Family Show                | Супердівчина               | Номінація |
| 2017 | Saturn Awards                     | Best Actress on a Television Series           | Мелісса Бенойст            | Перемога  |
| 2017 | Saturn Awards                     | Best Guest Performance on a Television Series | Тайлер Геклін              | Номінація |
| 2017 | Saturn Awards                     | Best Superhero Adaptation Television Series   | Супердівчина               | Перемога  |
| 2017 | Saturn Awards                     | Best Supporting Actor on a Television Series  | Мехкад Брукс               | Номінація |
| 2017 | Teen Choice Awards                | Choice Action TV Actor                        | Кріс Вуд                   | Номінація |
| 2017 | Teen Choice Awards                | Choice Action TV Actress                      | Мелісса Бенойст            | Перемога  |
| 2017 | Teen Choice Awards                | Choice Action TV Show                         | Супердівчина               | Номінація |
| 2017 | Teen Choice Awards                | Choice Liplock                                | Мелісса Бенойст і Кріс Вуд | Номінація |
| 2017 | Teen Choice Awards                | Choice TV Ship                                | Мелісса Бенойст і Кріс Вуд | Номінація |
| 2017 | Teen Choice Awards                | Choice TV Villain                             | Тері Гетчер                | Номінація |
| 2018 | People's Choice Awards            | The Sci-Fi/Fantasy Show of 2018               | Супердівчина               | Номінація |
| 2018 | Saturn Awards                     | Best Actress on a Television Series           | Мелісса Бенойст            | Номінація |
| 2018 | Saturn Awards                     | Best Superhero Adaptation Television Series   | Супердівчина               | Номінація |
| 2018 | Saturn Awards                     | Best Supporting Actress on Television         | Одет Еннейбл               | Номінація |
| 2018 | Teen Choice Awards                | Choice Action TV Actor                        | Кріс Вуд                   | Номінація |
| 2018 | Teen Choice Awards                | Choice Action TV Actress                      | Мелісса Бенойст            | Перемога  |
| 2018 | Teen Choice Awards                | Choice Action TV Show                         | Супердівчина               | Номінація |
| 2018 | Teen Choice Awards                | Choice Scene Stealer                          | Кеті Мак-Грат              | Номінація |
| 2018 | Teen Choice Awards                | Choice TV Villain                             | Одет Еннейбл               | Номінація |
| 2019 | GLAAD Awards                      | Outstanding Drama Series                      | Супердівчина               | Номінація |
| 2019 | Saturn Awards                     | Best Superhero Television Series              | Супердівчина               | Перемога  |
| 2019 | Saturn Awards                     | Best Actress on Television                    | Мелісса Бенойст            | Номінація |
| 2019 | Saturn Awards                     | Best Supporting Actor on Television           | Девід Харвуд               | Номінація |
| 2019 | Saturn Awards                     | Best Guest Starring Role on Television        | Джон Краєр                 | Номінація |
| 2019 | Teen Choice Awards                | Choice Action TV Actress                      | Мелісса Бенойст            | Номінація |
| 2019 | Teen Choice Awards                | Choice Action TV Show                         | Супердівчина               | Номінація |
| 2019 | Teen Choice Awards                | Choice TV Villain                             | Джон Краєр                 | Номінація |